# 奥西恩 (印第安纳州)
奥西恩（Ossian），美国印第安纳州韦尔斯县城镇，位于该县北部。总面积3.73平方公里，总人口3,289（2010年）。